# 高魯野鯪
高魯野鯪，為輻鰭魚綱鯉形目鯉科的其中一個種。主要分布於亞洲印度西高止山至德干高原，體長可達60公分，可做為食用魚。

## 扩展阅读
維基物種上的相關：高魯野鯪